# Großglockner Gletscherbahn
De Großglockner Gletscherbahn is een korte kabeltrein gebouwd vanaf de Kaiser-Franz-Josefs-Höhe naar waar ooit de toplaag van de Pasterze lag. De kabelbaan is in 1963 door een onbekend bedrijf voor het skigebied van Heiligenblut gebouwd. De kabeltrein draait alleen in de zomer voor de toeristen die niet naar beneden of naar boven willen lopen van en naar de Pasterze. Toen de kabelbaan in 1963 gebouwd werd, stond het dalstation bij het begin van de gletsjer. Men moet nog enkele honderden meters naar beneden lopen om het ijs te bereiken.

## Prestaties
Er zijn twee treinen die ieder 33 personen mee kunnen nemen. Een ritje in de kabelbaan duurt twee minuten, in deze tijd legt men 212 meter af met een snelheid van twee meter per seconde. De gemiddelde stijging is 78,1%. De hoogste stijging in het traject is 90%. De kabeltrein draait nooit op de volle capaciteit.